# Educated Horses
A Educated Horses Rob Zombie harmadik stúdióalbuma szólókarrierje során. A mester addigi albumaihoz képest azonban szokatlan volt a rajongóknak és kritikusoknak egyaránt. Rob albumai (Hellbilly Deluxe,The Sinister Urge) a Heavy metal, industrial metal, és alternatív metal stílusokba sorolható lemezek, azonban ez a korong a '70-es évek glam vonalán mozog. A Hammer World magazinnak 2006-ban a következőket nyilatkozta:
"… én abban a korszakban nőttem fel, a '70-es évek zenéin. Nem Slayer-en vagy Metallicán, sokkal inkább Alice Cooper-en, KISS-en, Led Zeppelin-en, Rush-on, Blue Öyster Cult-on. De a többiek is olyan zenére indultak be mostanság, mint a régi Slade vagy a T-Rex. Úgyhogy ez az ős-glam vonal nagyon ott van a lemezen szerintem…"
Rob ezzel az albummal tért vissza a porondra, miután azt nyilatkozta, hogy egy időre leáll a zenéléssel. Ennek okául szolgáltak a zenekaron belüli viszálykodások. Azonban a cunami áldozatainak megsegítésére tartott jótékonysági koncertre 2005-ben meghívást kapott, amit elfogadott. A rendezvényen ott volt az egykori Marilyn Manson gitáros John5 is, aki azt mondta Robnak, hogy ha fellép az Ozzfesten, szívesen jönne gitározni. A régi csapatból csak Blasko maradt vele, aki Tommy Clufetos dobost ajánlotta, aki Alice Cooper kísérőzenekarának a tagja. Rob friss csapatával felbukkant a 2005-ös Ozzfest-en, majd ezután nekiláttak az új album munkálatainak. Rob elmondása szerint 2 hónapnál több időt nem is vett igénybe az album elkészítése.
Ez az eddigi utolsó albuma Robnak Blaskoval. A basszusgitáros 2007-től Ozzy Osbourne zenekarának a tagja. Utódja Matt Montgomery, művésznevén Piggy D.
Az album sikeresebb dalai a Foxy Foxy, a Let It All Bleed Out, a Lords of Salem és az American Witch. A leginkább glames vonalon mozgó dal pedig a The Scorpoin Sleeps.

## Tartalma
1. Sawdust in the Blood (Intro) – 1:24
2. American Witch – 3:48
3. Foxy Foxy – 3:29
4. 17 Year Locust – 4:06
5. The Scorpion Sleeps – 3:38
6. 100 Ways – 1:53
7. Let It All Bleed Out – 4: 12
8. Death of It All – 4:22
9. Ride – 3:32
10. The Devil’s Rejects – 3:54
11. The Lords Of Salem – 4:13

## Közreműködők
• Rob Zombie – ének, producer, dalszövegek
• John5 – gitár
• Blasko – basszusgitár, háttérvokál
• Tommy Clufetos – dobok